# Gloria Macapagal-Arroyo
Gloria Macapagal-Arroyo (San Juan, 5 aprile 1947) è una politica filippina, presidente delle Filippine dal 2001 al 2010. È figlia del nono presidente Diosdado Macapagal ed è stata la seconda donna ad essere nominata presidente del paese dopo Corazon Aquino. È membro della "Academia Filipina de la lengua Española".
Prima di diventare presidente, la Arroyo è stata il primo vicepresidente donna del paese. Sostenuta dalla coalizione di Lakas CMD, fu eletta presidente nel 2001 a seguito della seconda rivoluzione EDSA e riconfermata con un mandato di sei anni nelle discusse elezioni del 2004, sconfiggendo il candidato avversario Fernando Poe. Nel 2005, la Arroyo era la quarta donna più potente al mondo secondo un sondaggio della rivista Forbes. In un'altra classifica stilata da Forbes nel 2006, era annoverata al 45º posto nella lista delle cento donne più potenti al mondo.
Nel maggio 2010, al termine del mandato presidenziale, Gloria Macapagal-Arroyo fu eletta deputato alla camera bassa del parlamento filippino per il secondo distretto di Pampanga. Costretta in ospedale dal luglio del 2011 da una grave forma di ipoparatiroidismo, nel novembre del 2011 fu posta agli arresti con l'accusa di brogli elettorali. La detenzione in ospedale si è conclusa nel luglio 2012 grazie al pagamento di una cauzione. Il 3 ottobre 2012 è stato spiccato un nuovo mandato di arresto nei suoi confronti con l'accusa di peculato riferito al periodo in cui era Presidente del paese. Il 19 luglio 2016, con l'arrivo della nuova amministrazione di Rodrigo Duterte che aveva espresso supporto per la sua scarcerazione, la Corte Suprema la assolse dalle accuse di corruzione con un voto di 11-4.

## Biografia
Gloria Macapagal-Arroyo, nata Maria Gloria Macaraeg Macapagal il 5 aprile 1947 a Lubao, Pampanga nelle Filippine. È la figlia dell'ex Presidente della repubblica Diosdado Macapagal, che si era distinto per integrità e per aver portato il paese alla fine degli anni cinquanta a un progresso economico secondo in Asia solo a quello del Giappone; e della sua moglie Evangelina ‘Eva’ Macaraeg, una dottoressa. Si applicò con profitto agli studi e dopo il liceo trascorse due anni di college all'Università di Georgetown, dove ebbe come compagno di corso il futuro presidente degli Stati Uniti d'America Bill Clinton. Nel 1968, conseguì il bachelor magna cum laude in Scienza del Commercio nelle Filippine, dove diventò poi anche Master of Arts in Economia all'Ateneo de Manila ed ottenne un dottorato di ricerca in Economia all'Università delle Filippine.
Nel 1968 sposò l'avvocato e uomo d'affari Jose Miguel Arroyo, da cui in seguito avrebbe avuto la propria unica figlia. Le prime esperienze di lavoro furono in alcuni atenei filippini in veste di insegnante e di assistente universitario. A partire dal 1987, svolse l'incarico governativo di assistente segretario al Dipartimento del Commercio e dell'Industria nel periodo in cui il capo di Stato era Corazon Aquino. Divenne poi direttore esecutivo per le esportazioni di tessili e dell'abbigliamento, che diventarono i settori trainanti dell'economia filippina. Il successo che ottenne in tale carica le garantì la nomina a sottosegretario del Commercio e dell'Industria.

### Inizio della carriera politica
La sua carriera politica ebbe inizio nel 1992, quando fu eletta senatrice con un mandato di 3 anni. Nel 1995 fu rieletta per lo stesso incarico, ottenendo oltre sedici milioni di preferenze, il più alto numero di voti accordati in un'elezione nella storia delle Filippine. Nel 1998 partecipò alle primarie per la scelta del vicepresidente della repubblica e vinse con ampio margine, poco dopo la sua elezione le fu affidato l'incarico di Ministro per il Welfare dal presidente Joseph Estrada.

### Primo mandato presidenziale
Quando nell'ottobre 2000 il Presidente Estrada risultò implicato in uno scandalo di corruzione, la Arroyo rassegnò le dimissioni. I tumulti popolari che seguirono costrinsero nel gennaio del 2001 la Corte Suprema a dichiarare il ruolo di Presidente vacante e la Arroyo fu designata a ricoprire tale ruolo per i 4 anni che mancavano alla scadenza del mandato di Estrada. Malgrado che godesse in apparenza del supporto popolare e fosse forte del mandato assegnatole dalla Corte Suprema, Estrada contestò l'insediamento della Arroyo. All'arresto dell'ex Presidente nel maggio del 2001, seguirono proteste popolari in favore dello stesso Estrada, che si conclusero con gli arresti dei leader più tumultuosi. Con le elezioni di metà mandato tenutesi in quello stesso mese, l'opposizione risultò pesantemente indebolita e l'amministrazione Arroyo cominciò ad operare contro la corruzione dilagante e l'economia soffocata.
L'economia assunse enorme importanza durante il primo mandato della Arroyo: il PIL aumentò del 4,6%, superando i precedenti incrementi che si attestavano tutti sotto il 4%. Diminuì pesantemente anche l'inflazione, che toccò sotto la Arroyo il minimo storico, circa il 5,3%. Malgrado ciò, secondo un articolo su The Manila Times del 24 ottobre, la povertà rimase stabile. Il governo Arroyo dovette più volte fronteggiare ribellioni popolari e l'ammutinamento di alcuni ufficiali dell'esercito del luglio 2003, che rischiò di far cadere il governo ma si concluse pacificamente dopo ventidue ore. Gli ufficiali protestavano per la corruzione dilagante nel governo, ma non riuscirono ad ottenere l'appoggio del popolo e del resto delle forze armate e si arresero senza combattere.
Nel campo della politica estera, il governo della Arroyo divenne uno dei principali alleati degli Stati Uniti e fu uno dei primi a schierarsi con gli americani dopo gli attentati dell'11 settembre 2001. Le truppe filippine spedite nella guerra in Iraq nel 2003 furono ritirate l'anno seguente aderendo alla richiesta dei rapitori di un camionista filippino, che liberarono l'ostaggio dopo che l'esercito di Manila lasciò il paese medio-orientale. Il ritiro innescò le proteste della Casa Bianca, contraria a piegarsi alle richieste di quelli che definisce terroristi, ma venne vista come un tentativo di non inimicarsi il mondo arabo a fronte degli oltre 2 milioni di filippini che lavoravano in Medio Oriente.

### Secondo mandato presidenziale
Nel 2004 la Arroyo fu rieletta per un secondo mandato, vincendo di misura contro il candidato avversario, il celebre attore Fernando Poe. Tra le prime operazioni effettuate, ci fu il rientro immediato del contingente militare inviato per la guerra in Iraq. A metà del 2005 la Arroyo fu coinvolta in uno scandalo circa le elezioni precedenti: in un'inchiesta emerse che ci furono dei contatti tra lei e un esponente della Commissione elettorale. La Presidente ammise il fatto ma negò brogli elettorali. Negli anni seguenti, le misure prese dal governo della Arroyo contribuirono a risollevare l'economia statale, ma secondo alcuni rilevamenti a farne le spese furono le fasce più povere della popolazione, le cui condizioni di povertà raggiunsero livelli da record.
Nel febbraio del 2006, la Arroyo proclamò lo stato di emergenza per fronteggiare un colpo di Stato dell'esercito. La durezza con cui venne applicato provocò proteste tra la popolazione. Alle dimostrazioni anti-governative si unì anche l'ex presidente Corazon Aquino. Durante il suo secondo mandato si registrarono diversi omicidi di giornalisti che denunciavano la corruzione dilagante nel paese. Le forze dell'ordine riuscirono a trovare i responsabili di tali assassinii solo raramente, e in ogni caso i mandanti non furono trovati. In più di un'occasione, anche il marito della Arroyo fu ritenuto colpevole dalla stampa di episodi di corruzione. Secondo una locale organizzazione per i diritti umani, circa 800 sono stati gli omicidi politici tra il 2001 ed il 2006 nelle Filippine, in cui la maggior parte delle vittime erano attivisti politici di sinistra e 46 erano giornalisti.
Il governo Arroyo ebbe difficoltà anche a fronteggiare le azioni terroristiche verificatesi nelle province meridionali del paese. Dopo il massacro di Maguindanao, in cui persero la vita 57 persone, la Arroyo promulgò una legge marziale nella provincia che limitò i diritti dei cittadini. Approfittarono della situazione le milizie di alcuni potenti clan che eliminarono diversi membri dei clan antagonisti. Secondo Amnesty International, il governo permise tali delitti ed in cambio i clan garantirono l'appoggio al governo per le elezioni e nella lotta contro i comunisti del Nuovo Esercito Popolare e contro i musulmani del Fronte di Liberazione Islamico Moro.
I governi della Arroyo hanno rafforzato l'alleanza con gli Stati Uniti ed hanno confermato l'impegno del paese all'interno dell'ASEAN, l'organizzazione che promuove la cooperazione tra i paesi del sudest asiatico. Il 12º summit dell'ASEAN si è tenuto a Cebu nel gennaio del 2007, presieduto dalla Arroyo. Sono stati anche rafforzati i legami economici con il Giappone; un sostanzioso contratto fra i due governi fu contestato dall'opposizione filippina, che affermò come tale contratto comportasse il trasferimento di rifiuti tossici dal Giappone, un fatto che fu negato da entrambi i governi.

### Dopo la presidenza

#### Deputato
Il 30 giugno 2010, al termine del mandato, ha ceduto l'incarico presidenziale a Benigno Aquino III, dopo che nel maggio del 2010 era stata eletta deputato della camera bassa per la seconda circoscrizione di Pampanga ricevendo moltissimi voti. Una delle sue prime iniziative come deputato fu la richiesta della formazione di un'assemblea costituente per proporre emendamenti alla costituzione. Assieme all'ex Presidente Ferdinand Marcos, la Arroyo fu spesso bersaglio di numerosi attacchi propagandistici da parte di Aquino e dei suoi sostenitori.

#### Problemi di salute e primo arresto
Il 25 luglio 2011 fu ricoverata d'urgenza ed operata 5 ore per una forma di radicolite cervicale Due nuove operazioni nell'agosto del 2011 aggravarono il suo ipoparatiroidismo. Il 18 novembre del 2011 fu arrestata in merito allo scandalo sui brogli elettorali che lei aveva sempre negato. Fu posta agli arresti nell'ospedale di Taguig dove era ricoverata. Qualche giorno prima la Corte Suprema aveva disposto che le fosse concesso di lasciare il paese per essere curata all'estero contro il parere del Dipartimento della Giustizia. Dopo essere stata trasferita in un ospedale di Quezon City, fu rilasciata su cauzione il 25 luglio 2012.

#### Secondo arresto
Il 3 ottobre 2012 è stato spiccato un nuovo mandato di arresto nei suoi confronti con l'accusa di peculato eseguito durante l'ultimo periodo in cui era Presidente del paese. Comparsa in sedia a rotelle nell'aula di tribunale per far fronte all'accusa a suo carico, ha negato le sue responsabilità sull'appropriazione di fondi di una lotteria nazionale.